# Wskaźnik zmiany ROC
Wskaźnik zmiany ROC (ang. Rate of change) – jeden z popularniejszych wskaźników giełdowej analizy technicznej. Oznacza procentową zmianę ceny z obecnej sesji do ceny sprzed k sesji. Często podawana wartość parametru k to 10 dla inwestycji średnioterminowych, zaś 5 dla krótkoterminowych.
Najważniejsze zasady potrzebne do interpretacji wskaźnika ROC:
- gdy cena i wskaźnik osiągają równocześnie maksimum wzmacnia się trend rosnący,
- gdy cena i wskaźnik osiągają równocześnie minimum wzmacnia się trend malejący,
- gdy wskaźnik spada (rośnie) i jednocześnie cena osiąga maksimum (minimum) oznacza to możliwość zmiany trendu na przeciwny,
- gdy ROC długo pozostaje na jednym poziomie oznacza to zmianę trendu.

Wskaźnik ROC obliczamy ze wzoru:
{\displaystyle ROC(n,k)={\frac {P_{n}-P_{n-k}}{P_{n-k}}}\cdot 100\%.}